# Maluku (Kinshasa)
Pour les articles homonymes, voir Maluku.

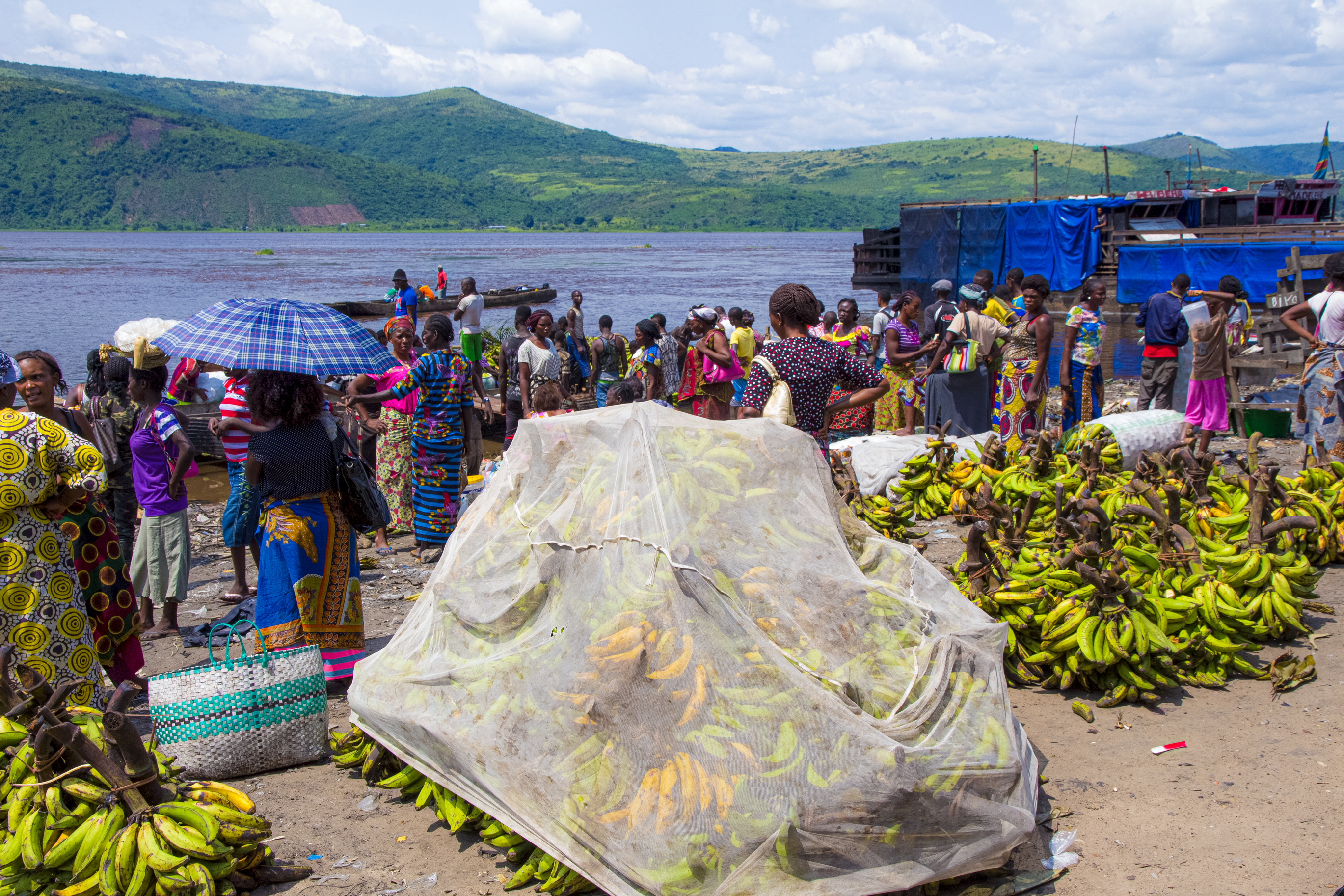
Marché de Maluku

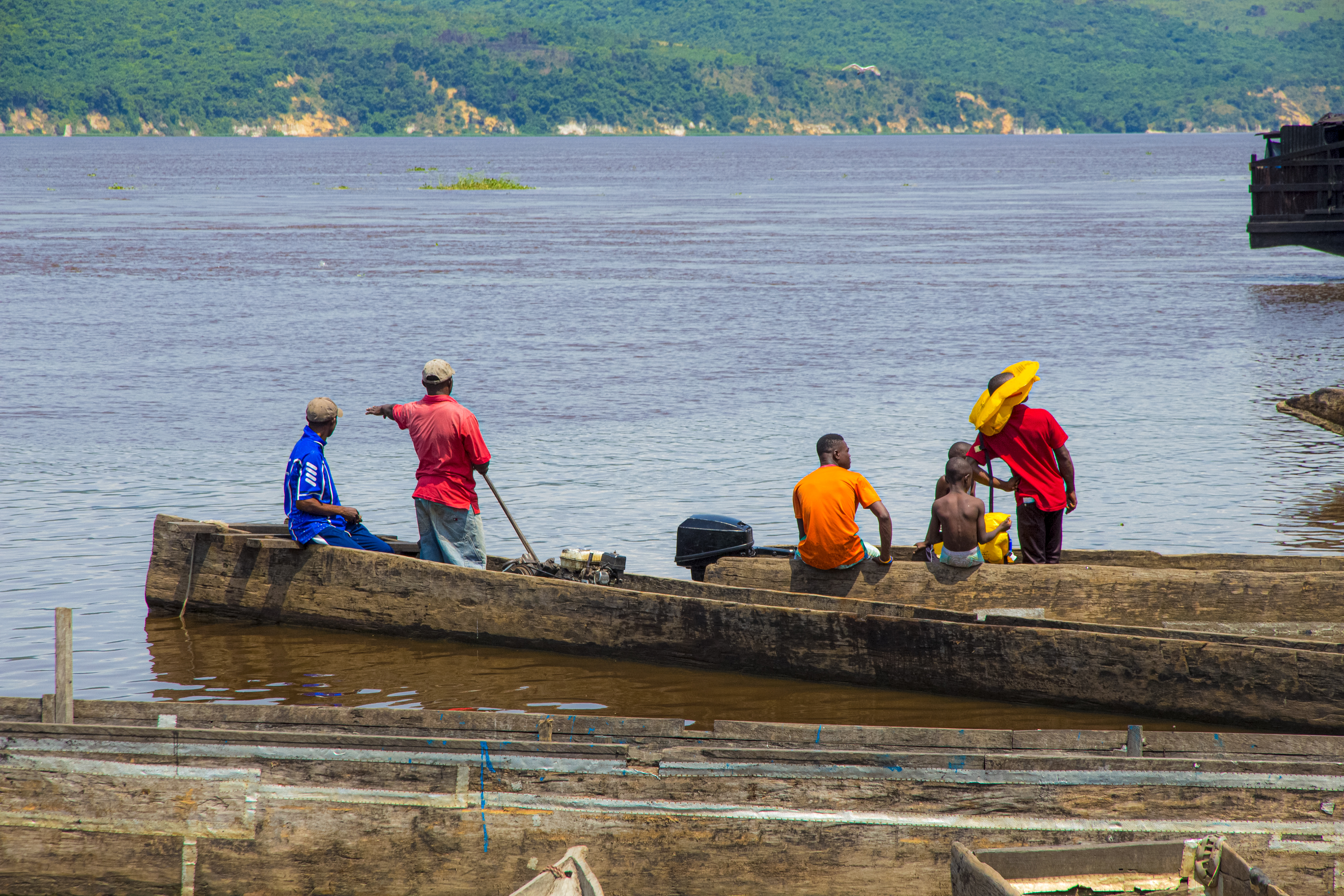
Les pecheurs à Maluku

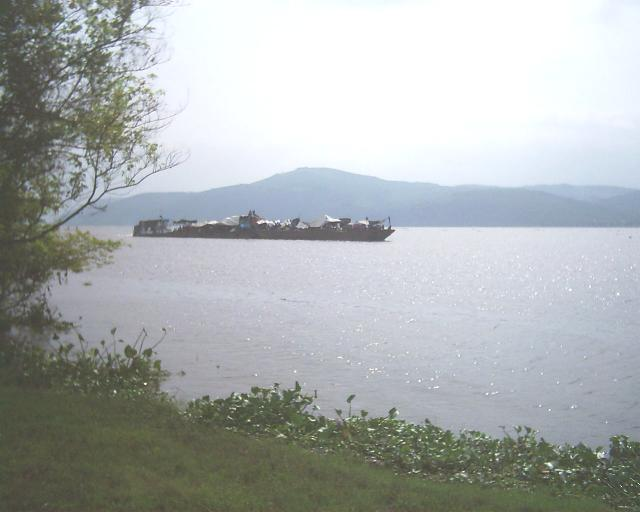
Baleinière sur le Congo au niveau de Maluku

Maluku est une commune urbano-rurale de la Ville-province de Kinshasa. Avec 7 948,8 km2, elle couvre 79 % du territoire provincial.

## Géographie
Elle s'étend au nord et à l'est de la province, à l'issue amont du Pool Malebo (anciennement Stanley Pool).

## Histoire
La commune est créée par ordonnance-loi début 1968.

## Population
Maluku est une commune peu densément peuplée avec seulement 23 habitants/km2.
C'est la commune dans laquelle on retrouve le plus les autochtones de la région, les Téké.
Le nom Maluku vient de liluku, au pluriel maluku : sorte de palétuviers géants poussant le long de la rivière Mongala, à l'Équateur.

## Administration
Maluku a le statut de commune avec 158 995 électeurs enrôlés pour les élections de 2018, elle compte neuf conseillers municipaux en 2019. Elle constitue une circonscription électorale pour élire un député à l'Assemblée provinciale de Kinshasa.
| \| Les 4 districts et les 24 communes de Kinshasa \| \| v · d · m \| |                    |           |
| District de la Lukunga District de la Funa District du Mont-Amba District de la Tshangu Brazzaville Fleuve Congo Pool Malebo M’Bamou Baie de Ngaliema Gombe Barumbu Kin. Ling. K.-V. Ng.-Ng. Kal. Banda- lungwa Kintambo Ngaliema Selembao Bumbu Makala Ngaba Lemba Limete Matete Kisenso Masina Ndjili Kimbanseke Nsele Mont-Ngafula Nsele Maluku |                    |           |
| abréviations : Kinshasa (Kin.), Kasa-Vubu (K.-V.), Lingwala (Ling.), Ngiri-Ngiri (Ng.-Ng.) |                    |           |
| Les 4 districts et les 24 communes de Kinshasa | Blason de Kinshasa | v · d · m |

| Période                                  | Période      | Identité             | Étiquette                        | Qualité |
| ---------------------------------------- | ------------ | -------------------- | -------------------------------- | ------- |
| juillet 2005                             | juillet 2006 | Prosper Kale Lobobi  | Parti de la révolution du peuple |         |
| juillet 2006                             | août 2019    | Papy Epiana Nzamu    |                                  |         |
| août 2019                                | en cours     | Jacques Munze Epiana |                                  |         |
| Les données manquantes sont à compléter. |              |                      |                                  |         |

## Quartiers
Située à 50 km du centre-ville, la commune de Maluku est la plus vaste de toutes les entités urbaines de la ville de Kinshasa. Sa superficie est de 7 948,9 km2, ce qui correspond à plus de ¾ de la ville de Kinshasa. La commune longe le fleuve Congo au niveau du Pool Malebo (Stanley Pool). Elle compte officiellement dix-neuf quartiers administratifs à savoir Bu, Dumi, Kikimi, Kimpoko, Kingakati, Kingono, Kinzono, Mbankana, Maluku, Maï-Ndombe, Mangengenge, Menkao, Monaco, Mongata, Mwe, Ngana, Nguma, Yoso et Yo. 
Le bourgmestre Papy Epiana dans son travail, a cependant pris une décision ayant conduit à la création de treize autres quartiers qui sont la résultante de la scission de quelques quartiers anciens. Il s’agit des quartiers Bita, Mbangombamu, Dokolo, Inkiene, Kimpeti, Kingawa, Maës, Mambutu-Nka, Mokako, Mpo-Kinsele, Ngamanzo et Nkomo et dix groupements de villages dont : Bu, Kikimi, Kingankati, Mbankana, Mongata, Mwe, Ngana, Nguma, Sualemputu et Yuo.
Ceci fait que, d’un point de vue localement formel, le nombre de quartiers est de trente-un actuellement.

## Économie
Le lieu est connu pour avoir hébergé une importante usine sidérurgique de 1974 à 1976 (traitement à froid) et 1980 (traitement à chaud).
Maluku héberge l éco cité Esepelisa.

## Galerie

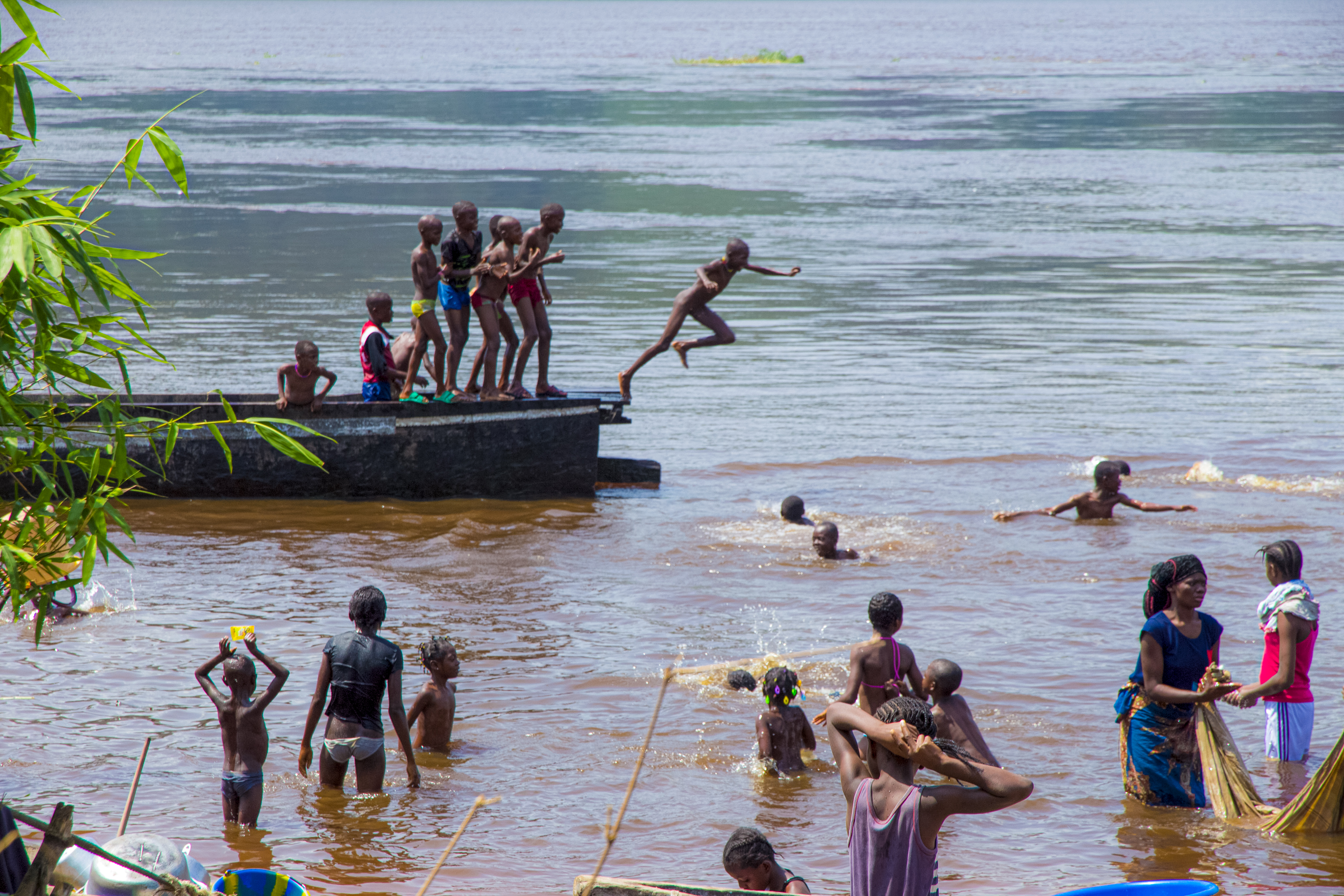
Les enfants à Maluku.
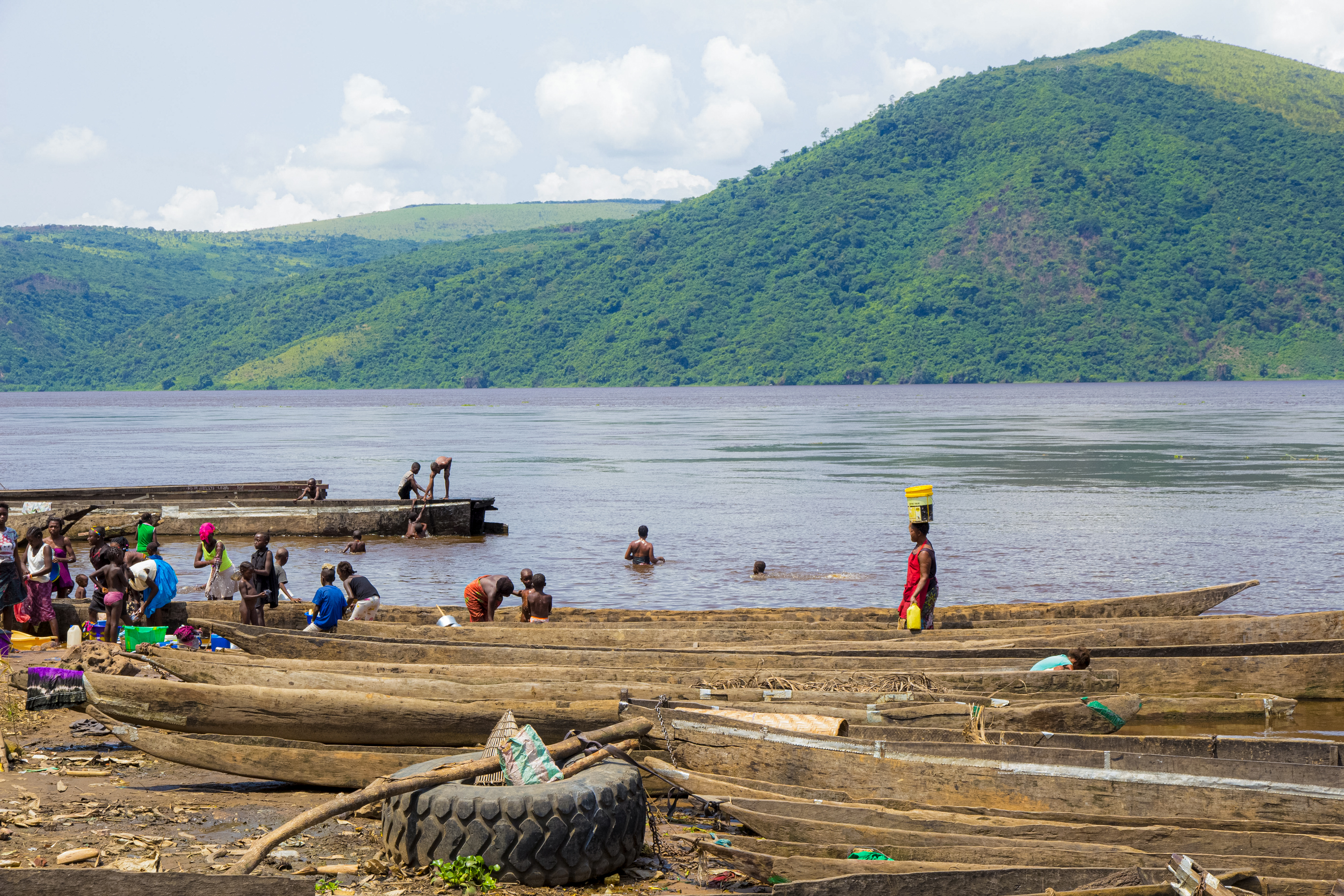
Baignade à Maluku dans le fleuve congo.
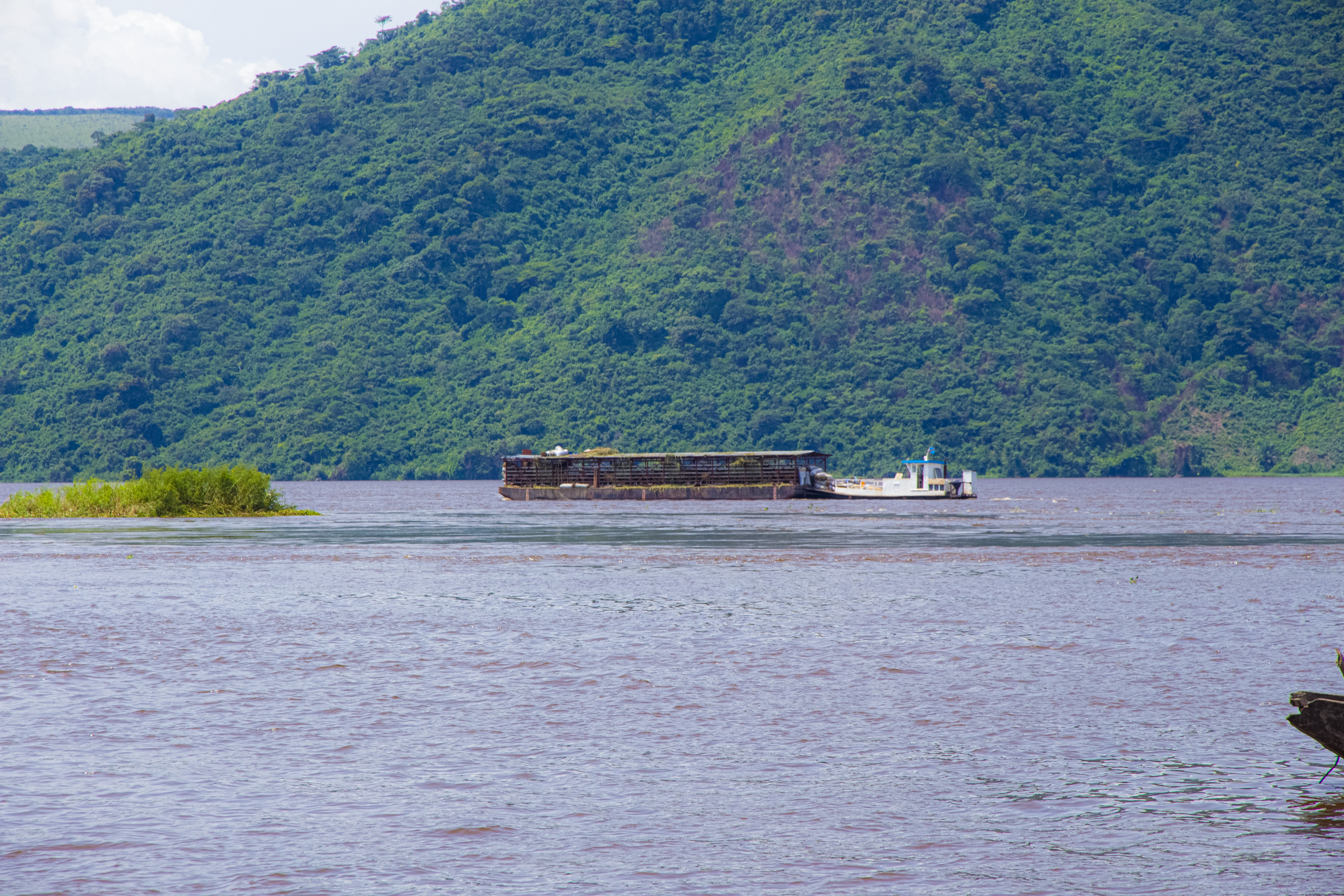
La belle vue du fleuve congo à Maluku.
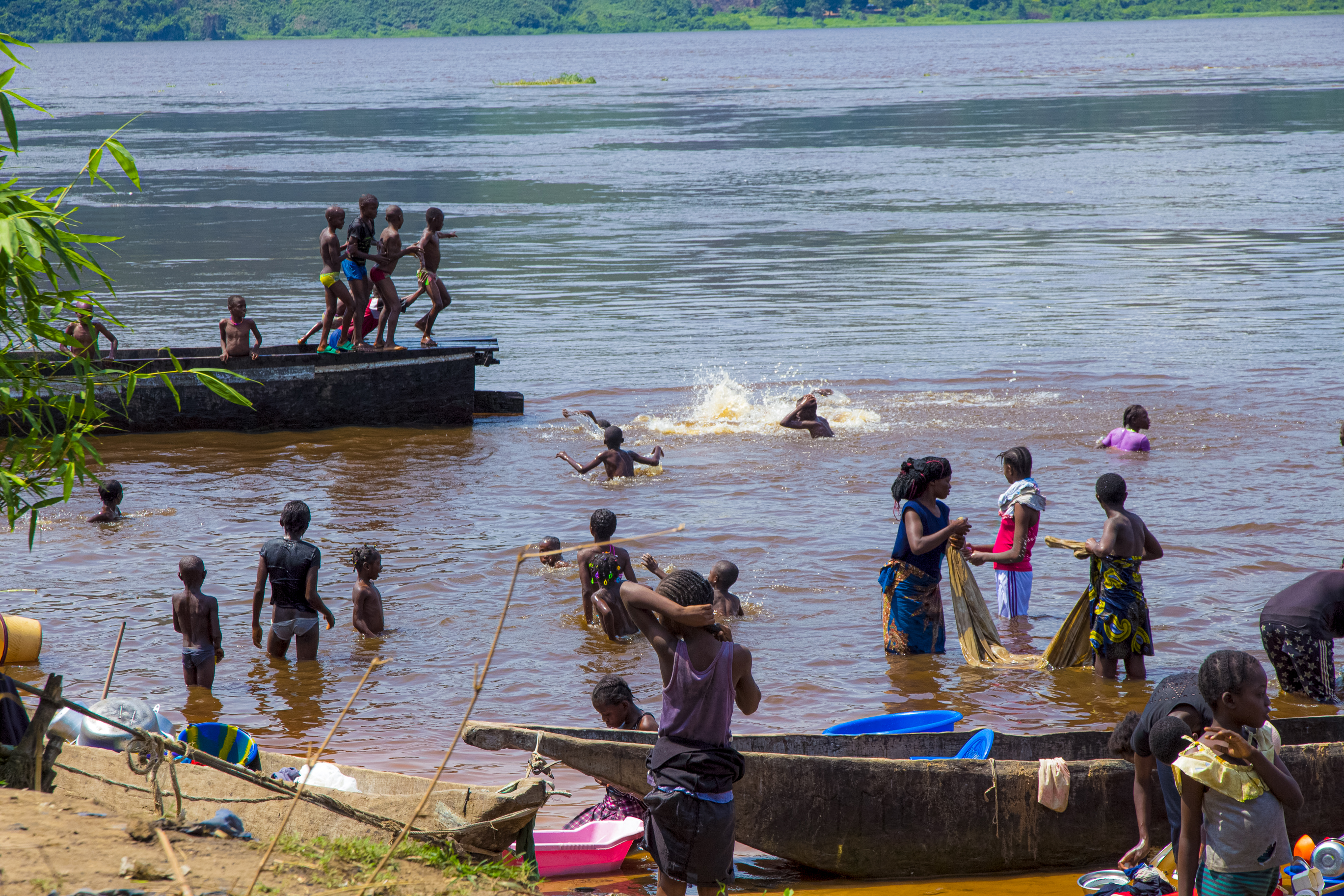
Le quotidien à Maluku.
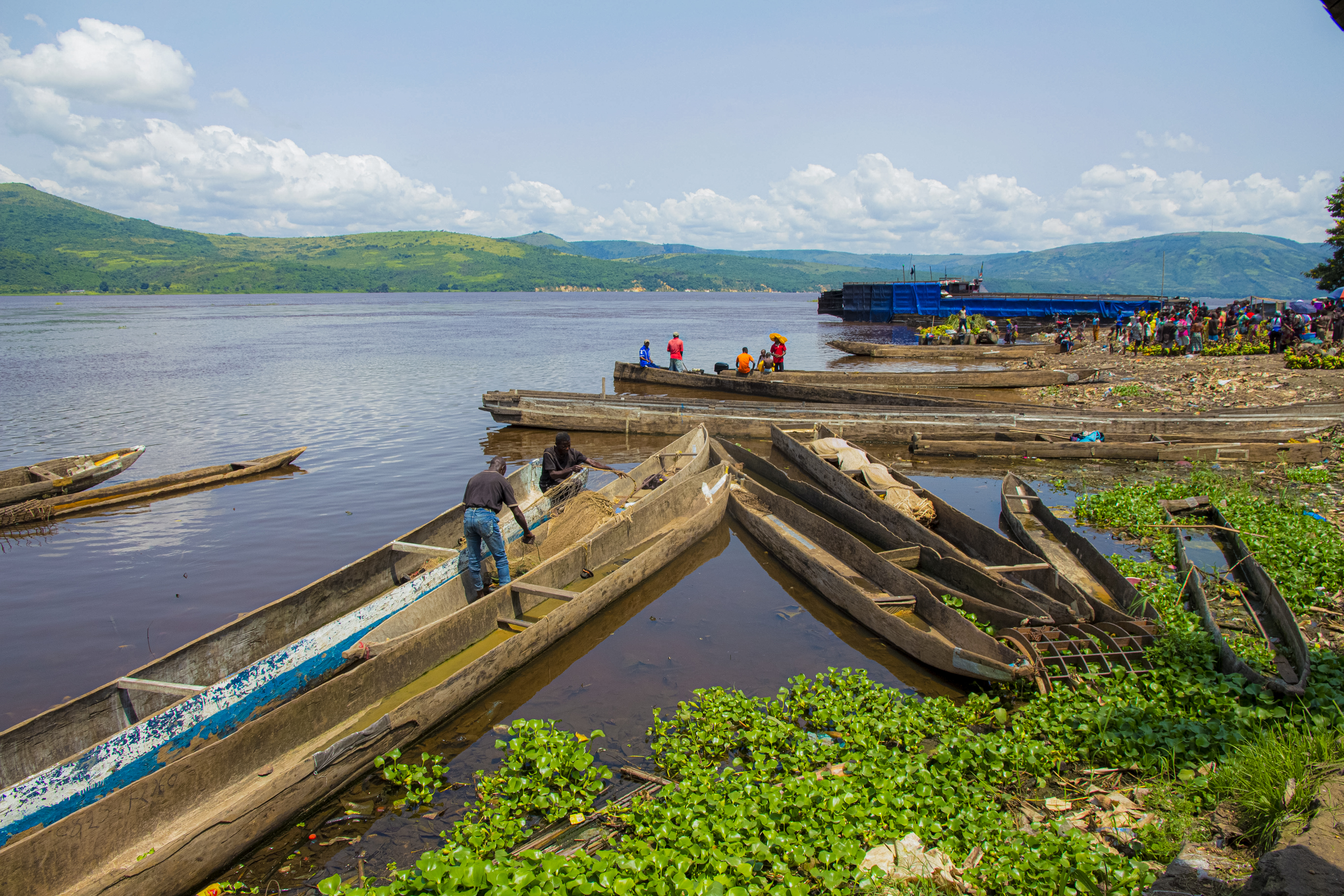
Pirogues de transport à Maluku .
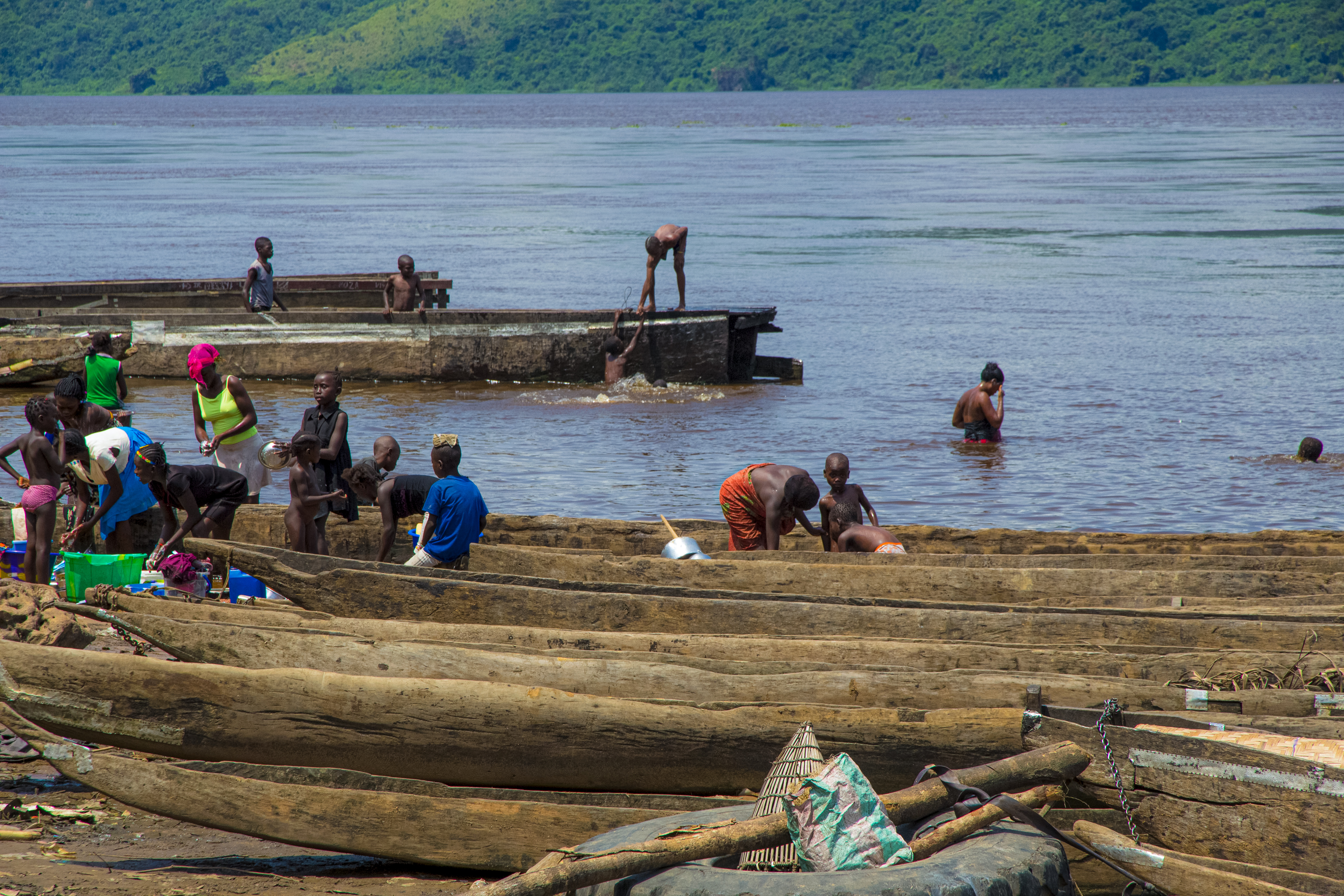
La vie de paysans de Maluku.
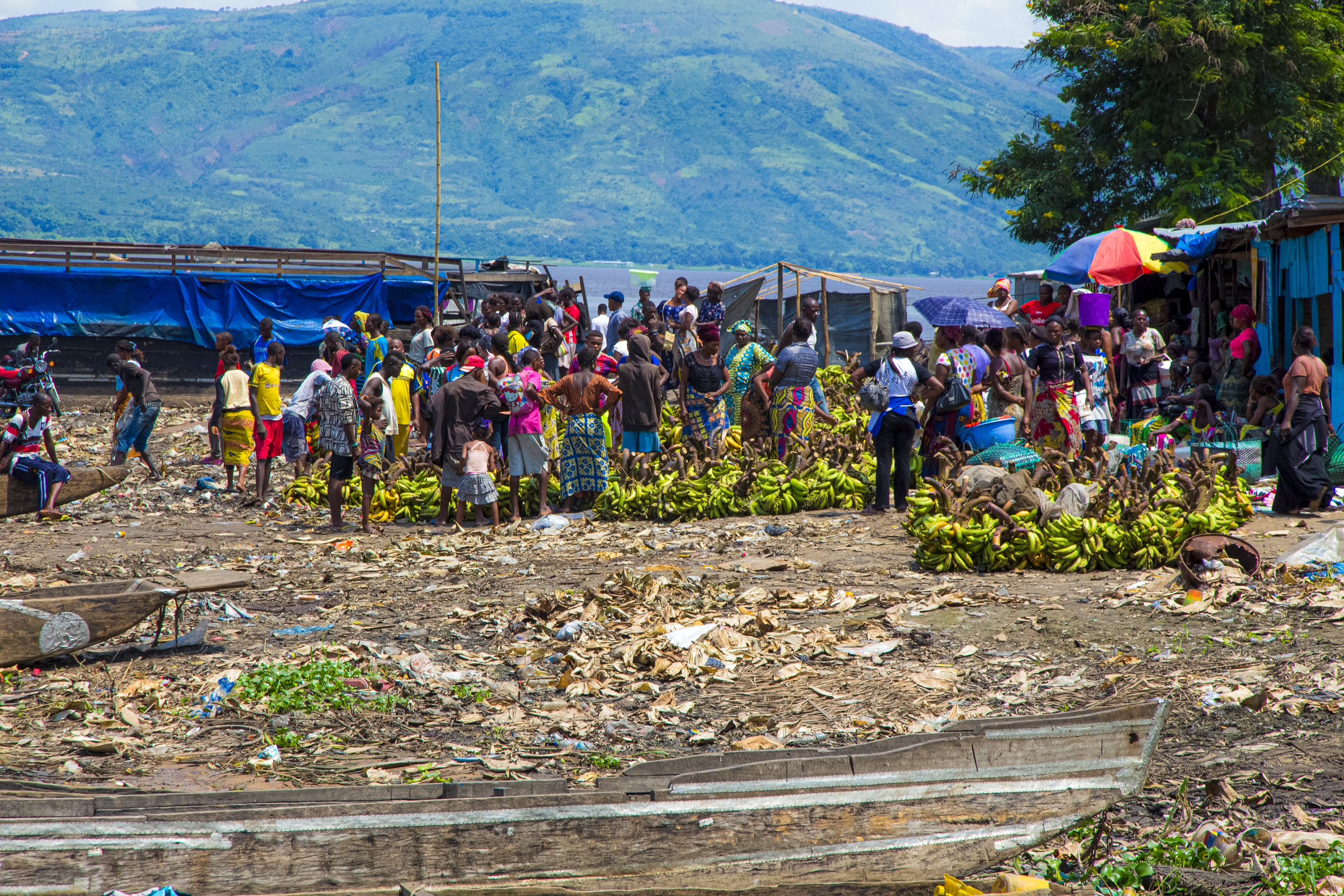
L’arrivée de bananes plantains au marché de Maluku en provenance de Kongo Central.
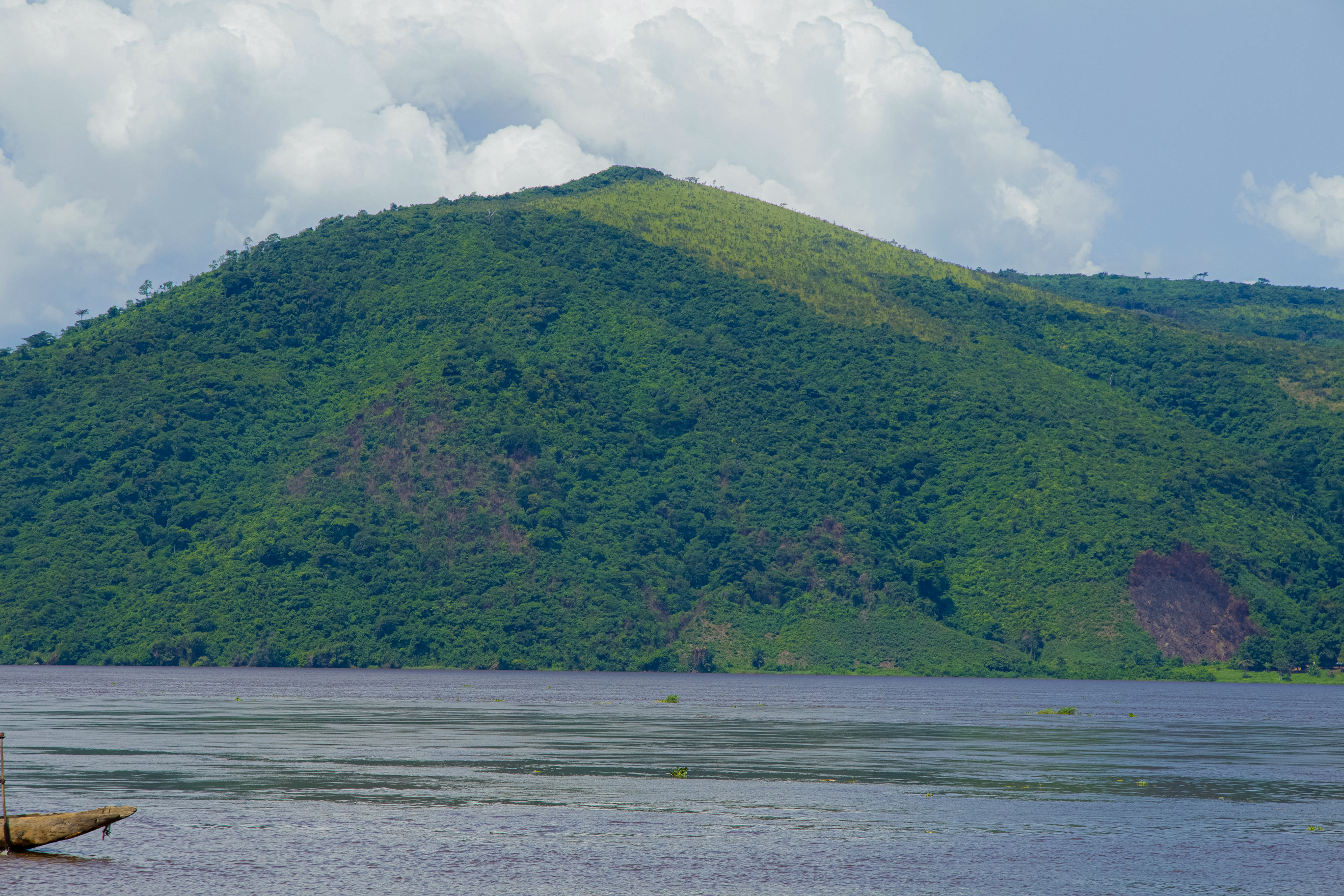
Le fleuve Congo, frontière Kinshasa-Brazzaville à Maluku.